# Weldon (Illinois)
Weldon és una població dels Estats Units a l'estat d'Illinois. Segons el cens del 2000 tenia 440 habitants.

## Demografia
Segons el cens del 2000, Weldon tenia 440 habitants, 186 habitatges, i 130 famílies. La densitat de població era de 629,2 habitants/km².
Dels 186 habitatges en un 31,2% hi vivien nens de menys de 18 anys, en un 57% hi vivien parelles casades, en un 8,1% dones solteres, i en un 30,1% no eren unitats familiars. En el 26,3% dels habitatges hi vivien persones soles el 14,5% de les quals corresponia a persones de 65 anys o més que vivien soles. El nombre mitjà de persones vivint en cada habitatge era de 2,37 i el nombre mitjà de persones que vivien en cada família era de 2,82.
Per edats la població es repartia de la següent manera: un 23,4% tenia menys de 18 anys, un 7% entre 18 i 24, un 28,4% entre 25 i 44, un 23,4% de 45 a 60 i un 17,7% 65 anys o més.
L'edat mediana era de 40 anys. Per cada 100 dones de 18 o més anys hi havia 89,3 homes.
La renda mediana per habitatge era de 39.000 $ i la renda mediana per família de 46.000 $. Els homes tenien una renda mediana de 31.250 $ mentre que les dones 20.625 $. La renda per capita de la població era de 20.851 $. Aproximadament el 3,1% de les famílies i el 5,7% de la població estaven per davall del llindar de pobresa.

## Poblacions més properes
El següent diagrama mostra les poblacions més properes.